# Trumpetartrana
Trumpetartrana(Grus americana) är en mycket stor nordamerikansk trana.

## Utseende och läten
Trumpetartranan är med en kroppslängd på 132 cm en mycket stor fågel. Fjäderdräkten är i princip helt vit med rött på hjässan, svart på pannan, ett rödspetsat svart mustascstreck och röd bar hud kring den stora, bleka näbben. I flykten syns svarta handpennor. Ungfågeln är vitaktig med spridda bruna fjädrar över vingarna och ljusare, rödbrun hals och nacke. Lätet är som namnet avslöjar ett trumpetande som i engelsk litteratur återges "ker-loo ker-lee-loo".

## Utbredning och systematik
Trumpetartranan häckar i västcentrala Kanada i Wood Buffalo National Park. Den övervintrar utmed kusten i Texas i Aransas National Wildlife Refuge. En liten flock har också introducerats i Klippiga Bergen och ytterligare en som håller på att etablera sig i Florida.

## Status
Trumpetartranan har en mycket liten världspopulation bestående av under 250 vuxna individer. Den ökar dock i antal, både i sin ursprungliga population och i de införda. Än så länge kategoriserar internationella naturvårdsunionen IUCN arten som starkt hotad.